# Ölme landskommun
Ölme landskommun var en tidigare kommun i Värmlands län.

## Administrativ historik
Kommunen bildades i Ölme socken i Ölme härad i Värmland och Värmlands län när 1862 års kommunalförordningar trädde i kraft.
Vid kommunreformen 1952 gick den upp Väse landskommun. Denna upplöstes 1971 då detta område överfördes till Kristinehamns kommun.

## Politik

### Mandatfördelning i Ölme landskommun 1938-1946
| 11 | 5 | 3 | 4 |

| 22 |

| 10 | 6 | 2 | 2 |

| 19 |

| 9 | 7 | 2 | 2 |

| 18 |